# South Park City
South Park City es un museo al aire libre ubicado en el extremo oeste de Front Street en la ciudad de Fairplay en el Condado de Park, Colorado.

## Museo
El museo es una reconstrucción histórica de una ciudad Minera de la época de la Fiebre del Oro de Colorado y el posterior auge de la plata de Colorado en South Park, a fines de la década de 1850 hasta la década de 1880. Este museo contiene treinta y cinco edificios auténticos reubicados llenos de más de 60.000 artefactos que representan muchos de los aspectos económicos y socialies de la vida en una ciudad minera de oro o plata en Colorado a fines del siglo XIX. Dos de los edificios, la Cervecería South Park y el Summer Saloon, están incluidos en el Registro Nacional de Lugares Históricos.

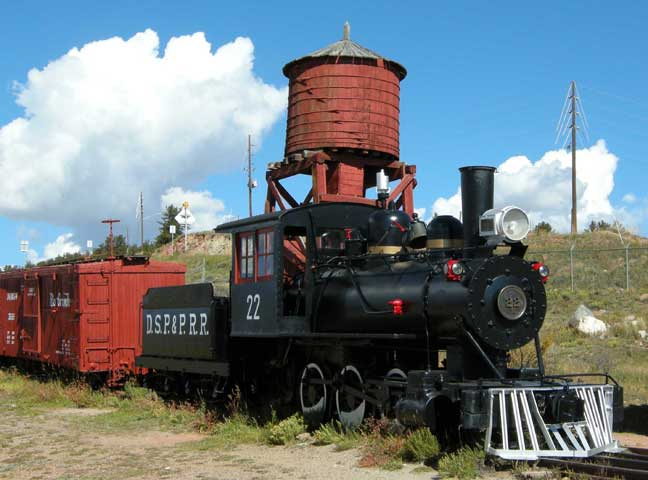
Antigua máquina de vapor en South Park City

Una estructura de troncos conodia como "Capilla del Padre Dyer" era un hotel en Montgomery, Colorado, pero fue desmantelada, trasladada a Fairplay y reconstruida como iglesia en 1868. Lleva el nombre de John Lewis Dyer, el Clérigo metodista itinerante que predicó en la zona desde 1861 hasta 1877 y es uno de los dieciséis fundadores de Colorado conmemorados en el Capitolio del Estado de Colorado en Denver. El museo fue inaugurado en 1959 después de dos años de preparación por parte de la Fundación Histórica de South Park. Está abierto todos los días desde mediados de mayo hasta mediados de octubre.
El segundo fin e semana de agosto, South Park City organiza Días de Historia Viva en los que voluntarios vestidos de la época desempeñan el papel de habitantes del pueblo del siglo XIX. Living History Days romantiza los vicios de la América fronteriza, como jugar al faro, que se hizo popular durante la Fiebre del oro de California en 1849. Es ilegal jugar al faro por dinero en los cincuenta estados porque las probabilidades favorecen a los jugadores. Las demostraciones de Faro se realizarán en el Rache's Place Saloon en el parque.
El museo fue incluido en el Registro Nacional de Lugares Históricos en 2015.